# Primærrute 18
Primærrute 18 är en cirka 100 km lång väg från Vejle till Holstebro på Jylland i Danmark.
Rute 18 börjar vid avfart 59 på Østjyske Motorvej E45 norr om Vejle och följer primærrute 13 till Tørring. Därifrån följer den primærrute 30 till Give, för att fortsätta norrut mot Brande, Arnborg, Herning, Aulum och slutar vid anslutningen till primærrute 16 i den sydöstra utkanten av Holstebro.

## Trafikplatser
|  | Nr | Namn                     | Skyltning                        |
|  | -- | ------------------------ | -------------------------------- |
|  |    | Vejle                    | E 45 Vejle/Odense                |
|  | 2  |                          | Grejs                            |
|  | 3  |                          | Lindved                          |
|  | 4  |                          | Ølholm 13 30                     |
|  | 6  |                          | Tørring                          |
|  | 7  |                          | Giveskud 442                     |
|  | 8  |                          | Give V 30                        |
|  | 9  |                          | Give 184                         |
|  | 10 |                          | Brande S 184                     |
|  | 11 |                          | Brande C 411                     |
|  | 12 |                          | Brande N 411                     |
|  | 13 |                          | Arnborg 439                      |
|  |    | Herning Syd              | 12 15 Ringkøbing                 |
|  |    | Herning                  | 15 Silkeborg                     |
|  | 14 |                          | Herning Ø 195                    |
|  | 15 |                          | Herning N 12 34                  |
|  | 16 |                          | Tjørring (planerade) 471 184 502 |
|  |    | Herning Nord (planerade) |                                  |
|  | 17 |                          | Tjørring, Herning NV 502         |
|  | 18 |                          | Sinding                          |
|  | 19 |                          | Aulum                            |
|  | 20 |                          | Tvis                             |
|  | 21 |                          | Holstebro Ø                      |
|  | 22 |                          | Holstebro NØ                     |